# Tania Heimans
Tania Heimans (Rotterdam, 18 april 1969) is een Nederlandse auteur. Ze studeerde af aan de Pedagogische Academie en aan de Faculteit der Historische en Kunstwetenschappen en werkte als journaliste en docente. In 2008 debuteerde ze met de roman Hemelsleutels. Dit boek werd genomineerd voor de Academica Debutanten Prijs, de Prijs der Brabantse Letteren en het Beste Rotterdamse Boek. Als auteur werd ze opgenomen in de reeks 'Schrijvers van Nu', die een overzicht geeft van aanstormend talent in de Nederlandse literatuur. In 2016 was ze stadsschrijver van Helmond.